# Iproklozid
Iproklozid (Sursum, Sinderezin) je ireverzibilni i selektivni inhibitor monoaminske oksidaze (MAOI) iz hidrazinske hemijske klase koji je korišten kao antidepresiv, ali je njegova primena prekinuta. Poznato je da ovaj lek može da uzrokuje hepatitis i bilo je najmanje tri smrtna slučaja uzrokovana njegovom upotrebom.

## Spoljašnje veze
|  | Molimo Vas, obratite pažnju na važno upozorenje u vezi sa temama iz oblasti medicine (zdravlja). |